# Lucy Hawking

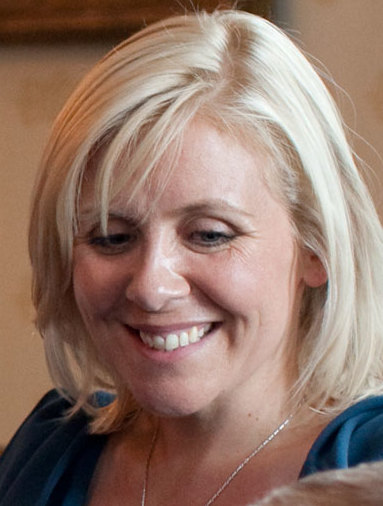
Lucy Hawking (2009)

Lucy Hawking (* 2. November 1970) ist eine britische Journalistin und Autorin. Sie ist die Tochter des Physikers Stephen Hawking und der Autorin Jane Wilde Hawking.

## Leben
Hawking wuchs zusammen mit ihren beiden Brüdern in Cambridge auf. Als Kind verbrachte sie einige Jahre in Pasadena, Kalifornien. Als Erwachsene kümmerte sie sich um ihren an amyotropher Lateralsklerose (ALS) leidenden Vater.
Lucy Hawking studierte Französisch und Russisch an der University of Oxford; sie verbrachte 1992 mehrere Monate in Russland. Nach dem Abschluss begann sie ein Journalistikstudium an der City, University of London. Während ihres Studiums beschloss sie, sich der Schriftstellerei zu widmen.
Nach dem Studium arbeitete sie zunächst als Journalistin für die Zeitschrift New York und die Zeitungen Daily Mail, The Daily Telegraph, The Times, Evening Standard und The Guardian sowie als Radiojournalistin.
Ihre ersten beiden Romane veröffentlichte sie 2003 (Jaded) und 2005 (Run for Your Life). Anschließend schrieb sie Kinderbücher. 2007 erschien Der geheime Schlüssel zum Universum, die Abenteuergeschichte des Jungen George, der durch ein vom Computer erschaffenes Portal schlüpft und um das Sonnensystem fliegt. Sie verfasste das Buch zusammen mit ihrem Vater und der Unterstützung seines früheren Studenten Christophe Galfard. Es wurde in 38 Sprachen übersetzt und in 43 Ländern publiziert. Die Fortsetzungen Die unglaubliche Reise ins Universum und Zurück zum Urknall - die große Verschwörung wurden 2009 und 2011 veröffentlicht. Weitere Titel dieser Reihe sind vorerst nur auf Englisch erschienen.
Lucy Hawking war von 1998 bis 2004 mit Alex Mackenzie Smith verheiratet. Sie hat einen Sohn, bei dem Autismus diagnostiziert wurde, woraufhin sie begann, sich für Menschen mit Autismus einzusetzen.

## Auszeichnungen

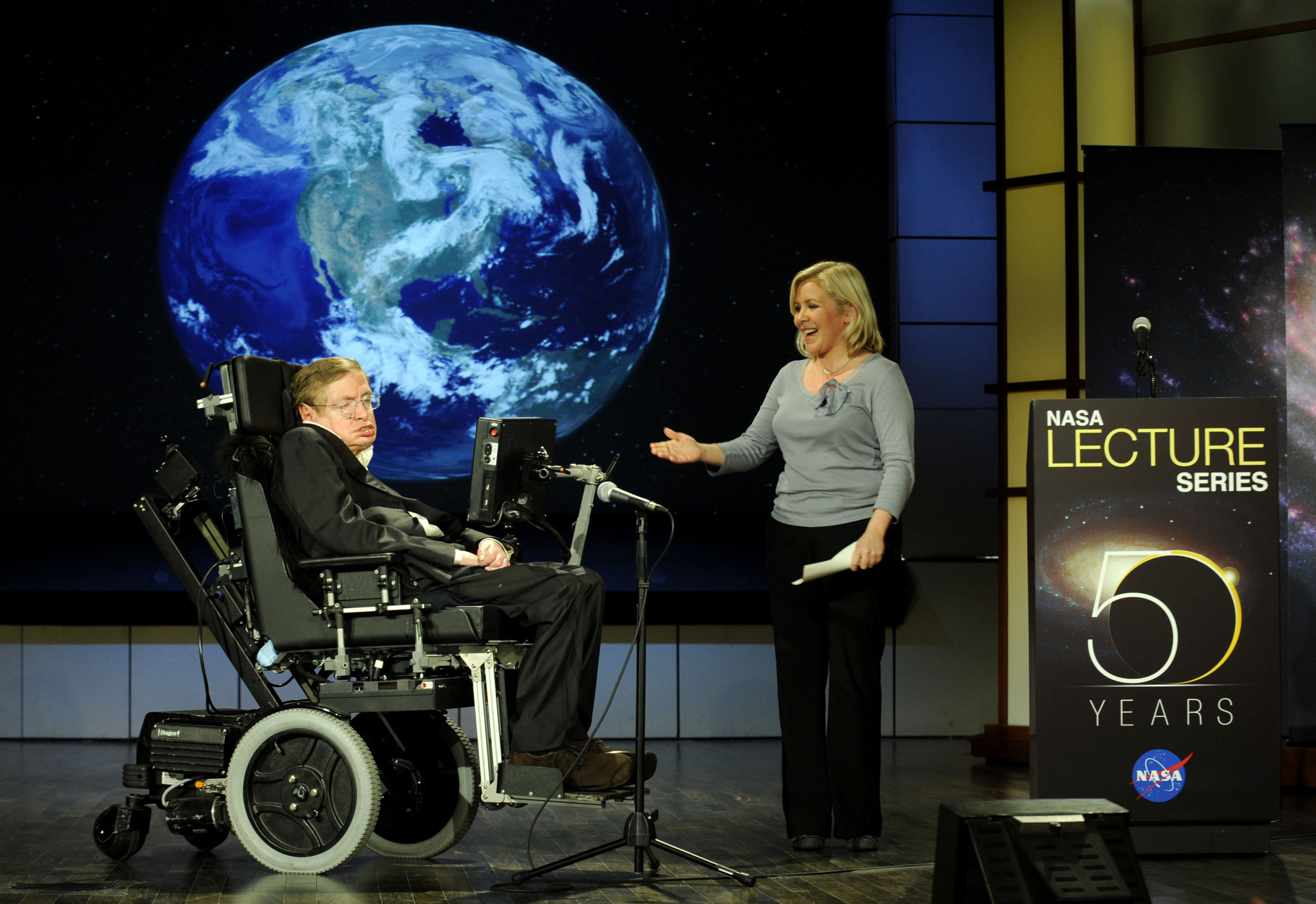
Stephen Hawking und Lucy Hawking, NASA 2008.

Im April 2008 beteiligte sie sich zum fünfzigsten Geburtstag der NASA an einer Vortragsreihe mit Beiträgen über Kinder, Wissenschaft und Bildung. Motiviert durch ihre Erfahrungen bei den Lesereisen mit ihrem Werk der Geheime Schlüssel, dienten ihre Vorträge dazu, Kinder bereits in frühem Alter für die Wissenschaft zu motivieren.
- 2008 erhielt sie den „Sapio Prize“, eine italienische Auszeichnung für innovative Forscher für die weltweite Popularisierung der Wissenschaft.[10]
- Im Jahr 2010 ernannte die Arizona State University Hawking zum „writer-in-residence“ für das „Origins Project“ 2011.[11]
- 2013 hielt Hawking eine Rede beim „BrainSTEM: Your Future is Now Festival“ am Perimeter Institute for Theoretical Physics in Waterloo, Ontario, Kanada.[12]
- Weiterhin wurde Lucy Hawking zum Mitglied der Royal Society of Arts ernannt.

## Werke
- 2003 Jaded
  - Fix und alle: Roman, dt. von Claudia Wuttke; Fischer Taschenbuch Verlag, Frankfurt am Main 2005, ISBN 3-596-16454-0.
- 2006 Run for Your Life (auch als The Accidental Marathon)
- 2007 George’s Secret Key to the Universe
  - Mit Stephen Hawking und Christophe Galford: Der geheime Schlüssel zum Universum, dt. von Irene Rumler; cbj, München 2007, ISBN 978-3-570-13284-5.
- 2009 George’s Cosmic Treasure Hunt
  - Mit Stephen Hawking: Die unglaubliche Reise ins Universum, dt. von Irene Rumler; cbj, München 2009, ISBN 978-3-570-13392-7.
- 2011 George and the Big Bang
  - Mit Stephen Hawking: Zurück zum Urknall – Die große Verschwörung, dt. von Irene Rumler; cbj, München 2011, ISBN 978-3-570-13503-7.
- 2015 George and the Unbreakable Code
- 2017 George and the Blue Moon
- 2018 George and the Ship of Time
- 2020 Unlocking the Universe
  - Mit Stephen Hawking: Das Universum: Was unsere Welt zusammenhält: Antworten auf die großen Fragen der Menschheit, dt. von Stephan Matthiesen; cbj, München 2020, ISBN  978-3-570-17815-7.
- 2022 Princess Olivia Investigates: The Wrong Weather
  - Olivias rätselhafte Fälle – die Sache mit dem Wetter, dt. von Anne Brauner; cbj, München 2022, ISBN 978-3-570-18024-2.
- 2023 Princess Olivia Investigates: The Sea of Plastic
  - Olivias rätselhafte Fälle – die Sache mit der Plastikinsel, dt. von Anne Brauner; cbj, München 2023, ISBN 978-3-570-18060-0.
- 2024 You and the Universe